# Connect (Album)
Connect ist ein Jazzalbum von Charles Tolliver. Die im November 2019 in den RAK Studios in London entstandenen Aufnahmen erschienen am 31. Juli 2020 auf Gearbox Records. Das Album entstand im Rahmen einer Europatournee von Tollivers Quintett.

## Hintergrund
Charles Tolliver äußerte in einem Interview mit Michael J. West (Bandcamp Daily): „Ich wollte, dass sich die Musik in diesen Zeiten verbindet [...] Ich bitte den Hörer, es aufzunehmen: aufzunehmen, was ich tue, wohin dieses oder jenes Lied geht und was hier oder da gemeint ist und wie die Solisten damit umgehen. Das sind Verbindungen, die in jedem Song hergestellt werden müssen, und dann können sie sie auch miteinander verbinden.“ Tolliver nahm in London vier Stücke für das Album auf, mit einem All-Star-Quintett, bestehend aus dem Altsaxophonist Jesse Davis, dem Pianisten Keith Brown, dem Bassisten Buster Williams und dem Schlagzeuger Lenny White. Hinzu kam in zwei Titeln („Emperor March“ und „Suspicion“) der Tenorsaxophonist Binker Golding. Tolliver wählte für das Album Stücke eines Panorama aus, das die Entwicklung des Jazz in seiner Karriere dokumentiert.
Das erste Stück Blue Soul hat seine Wurzeln im Soul Jazz, angetrieben vom Gospel-Stomp der Melodie. Der folgende „Emperor March“ war das Titelstück von Tollivers letztem Album, einer Big-Band-Aufnahme, die 2008 entstanden war. Die Komposition besteht aus drei rhythmischen Abschnitten, einem Post-Bop-Stride, einem Latin-Clavé und einem Jazz-Funk-Groove. "Copasetic" nimmt die traditionelle Swing-Route. „Suspicion“ hat sowohl die komplexeste als auch die am wenigsten komplexe rhythmische Signatur des Albums, schrieb West. Im Zentrum steht ein westafrikanischer Polyrhythmus, bei dem Lenny White mindestens zwei ineinandergreifende Partien in seinem Schlagzeug spielt. Sobald jedoch dieses Fundament hergestellt ist, biegen die Musiker in freie Passagen ab.
„Suspicion“ bezieht sich auf die Zeit nach Tollivers Ankunft in New York City im Jahr 1964, nachdem er mit den Hard-Bop-Musikern Jackie McLean, Horace Silver, Max Roach und Booker Ervin, schließlich 1967 mit Soul-Jazz-Pionier Roy Ayers gearbeitet hatte. 1968 nahm er dann mit dem Avantgarde-Innovator Andrew Hill auf, dem Tolliver die Ideen hinter „Suspicion“ zuschreibt. „Ich mag es zu rumpeln“, sagte Tolliver in einer Pressemitteilung. „Ich gehe die schwierigsten Wege zur Improvisation. Es ist einfach, mühelos eine Reihe von Refrains zu spielen und niemals einen Fehler zu machen, niemals zusammenzubrechen. Das macht keinen Spaß.“

## Titelliste

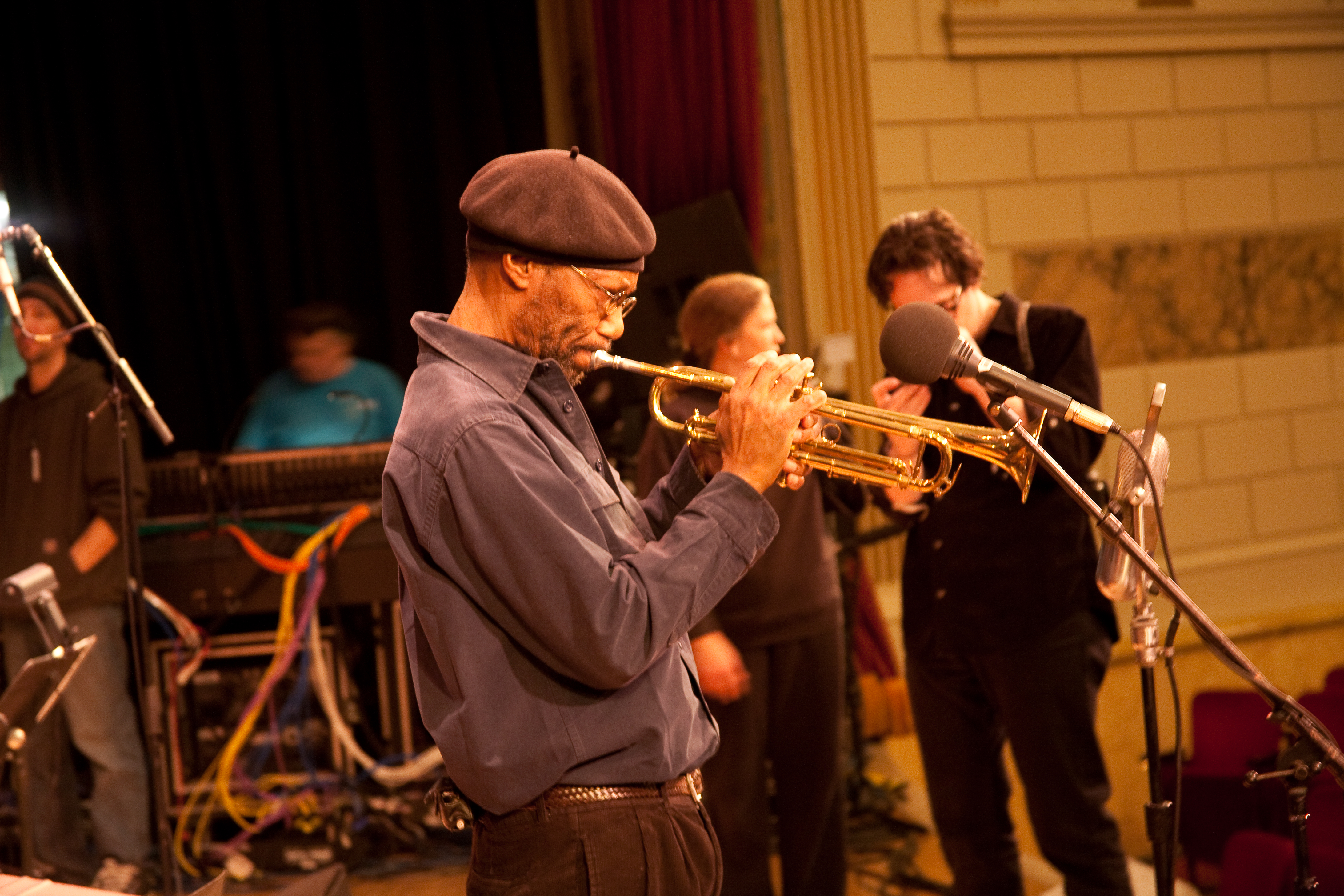
Charles Tolliver

- Charles Tolliver: Connect (Gearbox Records GB1561CD)

1. Blue Soul 9:38
2. Emperor March 13:32
3. Copaestic 6:07
4. Suspicion 9:59

Alle Kompositionen stammen von Charles Tolliver.

## Rezeption
Matt Collar verlieh dem Album in Allmusic vier Sterne und schrieb, nach zwei Bigband-Produktionen kehrte Tolliver mit Connect zu einem Kleingruppenformat zurück und biete ein intimes, ausdrucksstarkes Album, das als dynamischer Kontrapunkt zu seinen vorherigen Produktionen mit großem Ensemble fungiere. Der Autor fühlt sich an Tollivers Solo-Debüt Paper Man von 1968 erinnert; auf diesem Album arbeitete der Trompeter mit einer All-Star-Formatione mit dem Pianisten Herbie Hancock, dem Saxophonisten Gary Bartz, dem Bassisten Ron Carter und dem Schlagzeuger Joe Chambers. „Emperor March“ und „Blue Soul“, die er zuvor auf seinen Big-Band-Alben gespielt hat und die er auf Connect auf das Wesentliche reduziere, seien mitreißende Stücke voller dunkler Modalharmonien, die Tolliver und seine Band in vollen Zügen nutzen. Ebenso engagiert sei „Copasetic“, ein rauschender Swinger, der an die Musik von Lee Morgan in den 1960er-Jahren erinnere. Die Schlussnummer „Suspicion“ ist nach Meinung Collars ein frenetischer, Comic-ähnliches Stück; „nach Tollivers Führung taucht jeder Solist wie Tänzer in der Runde in den Kampf ein und bietet leidenschaftliche Solo-Statements an, bevor er in die sprudelnde Raserei des Ensembles zurückspringt.“ Dies sei diese Art von mitreißender Gruppenästhetik und einheitlicher Intensität, resümiert Collar, die Connect zu einem wichtigen Werk mit kleinen Gruppen neben Tollivers Big-Band-Arbeit mache.
Nach Ansicht von Chris May, der das Album in All About Jazz rezensierte, stehe Tolliver mit diesem Album in einer Karriere, die Mitte der 1960er-Jahre begann, immer noch an der Spitze seines Spiels. „Er steht vor einem US-Quintett, das den Schneid und Groove einer Blue Note-Hard-Bop-Band aus der Mitte der 1960er-Jahre mit sich bringt und gleichzeitig nach 2020 klingt.“ Tolliver sei ein Jazzkönig, der seine Projekte mit Sorgfalt auswähle. Der junge Gastsolist Binker Golding, der mit drei wegweisenden Alben mit Binker and Moses niemandem etwas beweisen müsse, käme bei seinen beiden Soli mit seiner gewohnt grob behauenen Eleganz auf den Punkt. Chris May zählt Connect zu den besten Jazzalben des Jahres.
Adam Sieff schrieb in London Jazz News, der 78-jährige Trompeter und Komponist Charles Tolliver verdiene wirklich den Status eines legendären Jazz-Helden. Nach Ansicht des Autors ist es „eine der aufregendsten und vitalsten Musik, die ich seit einiger Zeit gehört habe. Tolle Melodien, fantastisches Spiel, wunderschön aufgenommen.“
John Murph schrieb im Down Beat, mit seinem robusten Amalgam aus Hard-Bop-Prahlerei, Backbeat-Funk und dem stählernem afrozentrischem Sinn für Entschlossenheit könnte das Timing des Albums angesichts des aktuellen Interesses an Underground-Jazz der 1970er Jahre auf Labels wie Strata East, das Tolliver neben Stanley Cowell leitete, nicht idealer sein. Tollivers scharfe Avant-Blues-Improvisation zeige eine verwitterte Schönheit, die am besten mit den emotionalen Fähigkeiten von Sängern wie Jimmy Scott oder Sarah Vaughan in deren letzten Jahren verglichen werden könne.
Die Redaktion von JazzTimes listete das Album auf Rang 15 der besten Neuveröffentlichungen des Jahres.